# Селищенська волость
Селищенська волость — адміністративно-територіальна одиниця Рівненського повіту Волинської губернії Російської імперії. Волосний центр — село Селищі. 
Наприкінці ХІХ ст. до волості було приєднано більшість поселень (окрім Моквина) ліквідованої Моквинської волості.
Станом на 1885 рік складалася з 19 поселень, 16 сільських громад. Населення — 9380 осіб (4671 чоловічої статі та 4709 — жіночої), 636 дворових господарства.
18 березня 1921 року було прокладено новий кордон між УРСР та Польщею, внаслідок чого більша частина волості увійшла до складу Польщі. Села Брониця, Броницька Гута, Кленове та Прихід, які опинилися на схід від нового кордону, відійшли до Новоград-Волинського повіту. 
Основні поселення волості:
- Селищі — колишнє власницьке село при річці Случ за 65 верст від повітового міста, 850 осіб, 105 дворів; волосне правління; православна церква. За 6, 8, 10, 15, 20, 24, 25, 26, 30 та 40 верст - смоляні заводи. За 10 верст - німецька колонія Соломяк з молитовним будинком та школою. За 11 верст - колонія Корнелин із молитовним будинком та школою. За 12 верст - колонія Городище з молитовни будинок та школою.
- Адамівка — колишнє власницьке село при річці Случ, 31 особа, 4 двори, винокурний завод.
- Більчаки — колишнє власницьке село при річці Случ, 310 осіб, 46 дворів, постоялий двір, смоляний завод.
- Бистричі — колишнє власницьке село при річці Случ, 918 осіб, 97 дворів, православна церква, школа, постоялий будинок, водяний млин, цегельний завод.
- Губків — колишнє власницьке село при річці Случ, 361 особа, 43 двори, православна церква, каплиця, постоялий будинок
- Людвипіль — колишнє власницьке містечко при річці Случ, 37 осіб (приватних осіб 830), 4 двори, православна церква, кладовищенська католицька каплиця, синагога, 3 єврейських молитовних будинки, богадільня, 16 лавок.
- Маренин — колишнє державне село при річці Случ, 484 особи, 57 дворів, православна церква, водяний млин.
- Погорілівка — колишнє власницьке село, 688 осіб, 89 дворів, православна церква, школа, постоялий будинок.
- Устя — колишнє власницьке село при річці Случ, 350 осіб, 58 дворів, православна церква, школа, постоялий будинок.